# 박래윤
박래윤(1994년 3월 31일 ~ )은 한국 프로 농구 전 창원 LG 세이커스 소속 농구 선수이다. 2013년 창원 LG 세이커스에 입단하였다. 현재 동국대학교에 재학 중이다.

## 가족관계
친형은 현재 군복무 중인 창원 LG 세이커스의 박래훈이다.